# Нюпорт (Върмонт)
Вижте пояснителната страница за други населени места с името Нюпорт.
Нюпорт (на английски: Newport) е град в САЩ, административен център на окръг Орлиънс, щата Върмонт. Градът е разположен на 208 метра надморска височина, на брега на разположеното на границата между САЩ и Канада езеро Мемфремейгог. Нюпорт има население 4288 души (по приблизителна оценка за 2017 г.).